# ألكسندر ألكسندروف

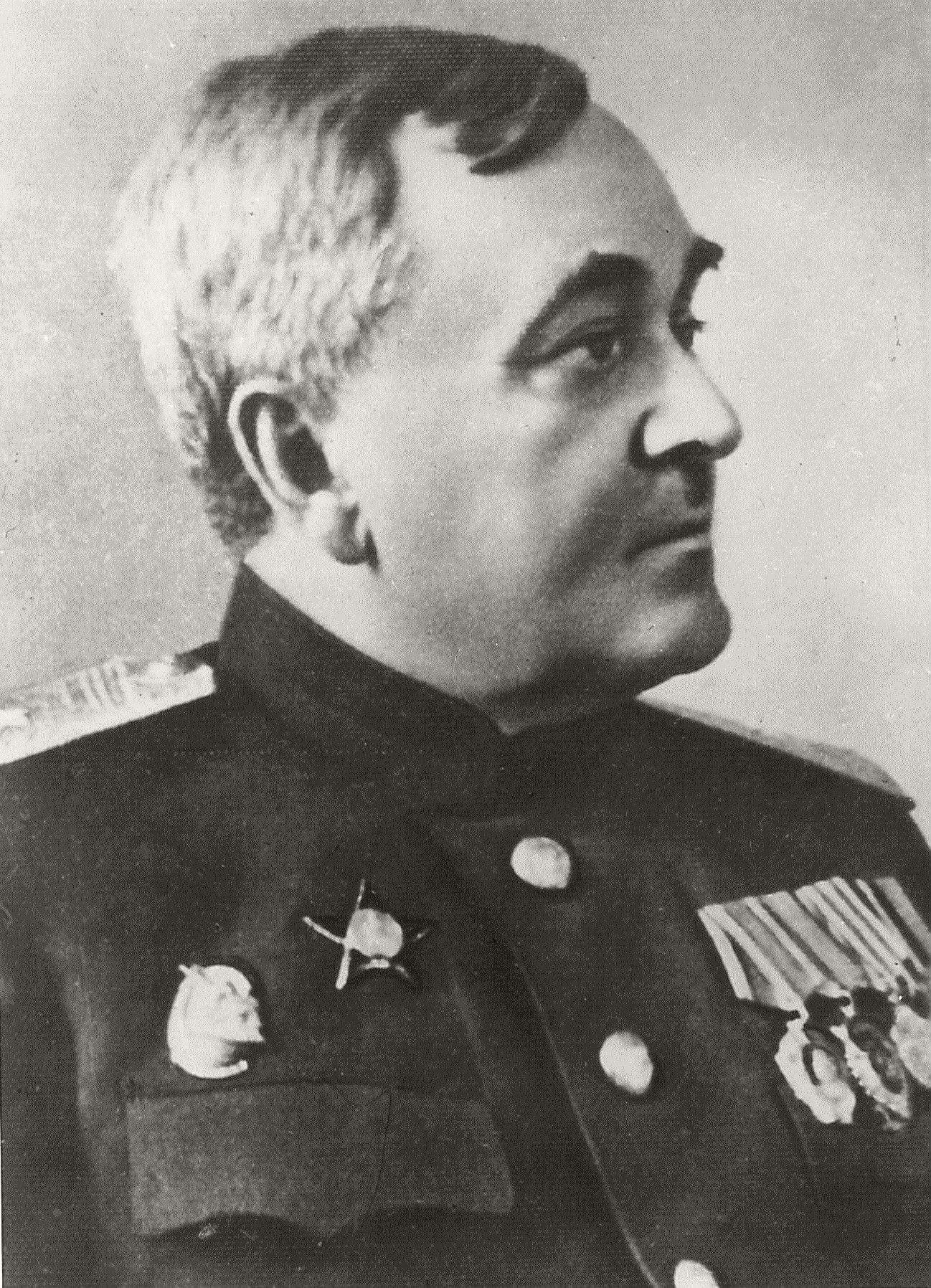
صورة ألكسندروف

ألكسندر فاسيليفيتش ألكسندروف (1883- 1946) باللغة الروسية Александр Васильевич Александров ملحن ومؤلف موسيقي روسي يعتبر من أبرز المُلحنين وقادة الاوركسترا الكورالية والجوقات الغنائية حاصل على لقب فنان الشعب في زمن الاتحاد السوفيتي عام 1937. حائز على جائزة ستالين من الدرجة الأولى لمرتين عامي (1946- 1942) حاصل على دكتوراه في تاريخ الفن عام 1940. أستاذ في كونسرفاتوار موسكو. وهو المؤلف الموسيقي للنشيد الوطني للاتحاد السوفيتي، وكذلك النشيد الوطني لروسيا الاتحادية حيث بقيت ألحان الكسندروف فيما تغيرت كلمات النشيد الروسي.

## سيرته
ولد الكسندر الكسندروف في 13 أبريل /نيسان عام 1883 في بلدة بلاخينو بضواحي مدينة ريازان جنوب شرق موسكو.
وانتقل عام 1891 إلى مدينة سانت بطرسبرغ ليغني في الجوقة الكنسية ويتابع دراسته في كونسرفتوار سانت بطرسبرغ، إلا أنه ترك دراسته بسبب الظروف المادية الصعبة ليتحق فيما بعد عام 1909 في كونسرفتوار موسكو (Московской консерватории) ويتخرج عام 1916.
-حصل على درجة بروفيسور عام 1922
-عمل بين عامي 1918 -1922 كمشرف على كاتدرائية المسيح المخلص (Храм Христа Спасителя) في العاصمة الروسية موسكو.
- 1925 – 1929 شغل منصب رئيس قسم الجوقة الموسيقية في كلية التربية والعلوم في موسكو
- 1929- 1936 شغل منصب نائب عميد الكلية الموسيقية العسكرية كما انه درّس في العديد من الكليات والمعاهد الموسيقية.
- عام 1928 وبالتعاون مع موسيقيين آخرين انشأ الكسندروف الجوقة العسكرية للجيش الأحمر والتي طاف بها في معظم ارجاء الاتحاد السوفيتي وبعض الدول الاجنبية، حيث فازت جوقة الجيش الأحمر بسباق الجائزة الكبرى في معرض باريس العالمي عام 1937.
-	في عام 1943 وفي خضم الحرب العالمية الثانية ألف الكسندروف الملحمة الغنائية الشهيرة «الحرب المقدسة» «Священная война» والتي كان لها الاثر الكبير في رفع معنويات المقاتلين السوفيت ضد النازية.
- في عام 1943 وبقرار من جوزيف ستالين بتأليف نشيد وطني يوحّد الشعب ويرفع من روحه الوطنية ضد الفاشية قام الكسندروف بتأليف موسيقى النشيد الوطني التي وضع كلماتها الشاعر سرغي ميخالكوف وباتت النشيد الرسمي المعتمد للاتحاد السوفيتي "гимн СССР" وفي العام 2000 تم تغيير كلمات النشيد الوطني لروسيا الاتحادية فيما بقيت الحان ألكسندروف هي ذاتها.
يعتبر الكسندروف من ابرز مؤسسي موسيقى الجوقات العسكرية، حيث اتسمت ألحانه بالطابع الكنسي الأرثوذكسي الروسي، كما أدخل الآلات الموسيقية الشعبية ما اضفى هالة من القدسية على ملاحمه الغنائية، التي لا زالت حتى اليوم تعتبر من الإرث الروسي الموسيقي.

## روابط خارجية
- ألكسندر ألكسندروف على موقع IMDb (الإنجليزية)
- ألكسندر ألكسندروف على موقع ميوزك برينز (الإنجليزية)
- ألكسندر ألكسندروف على موقع ديسكوغز (الإنجليزية)